# Asuntos Públicos (canal de televisión)
Asuntos Públicos es un canal de televisión por cable uruguayo que transmite desde septiembre del año 2008. Su programación consta mayoritariamente en conferencias, foros, discursos y debates.

## Historia
El principio del canal se remonta al 2008, cuando el cableoperador montevideano TCC lanza su señal de generación propia, Canal 20. En dicha señal había un programa llamado TCConferencias. Ese programa es considerado el origen de Asuntos Públicos, aunque siguió al aire posteriormente a la fundación del canal. En ese momento también se agregó en la señal madre del grupo, Canal 10, una retransmisión de la señal de Asuntos Públicos durante la madrugada. 
En un principio, las nuevas conferencias se estrenaban de lunes a viernes entre las 20 y 21 h, y se repetían periódicamente en la programación del canal. La programación del canal también se repetía en Canal 20, en los siguientes días y horarios: lunes a viernes hasta las 10 y fines de semana hasta las 17.
En 2010, se lanzó su página web, la cual hasta el día de hoy funciona como la biblioteca de contenidos en línea del canal, además de la programación en TV y un apartado institucional.
A finales de 2015, Asuntos Públicos se fusionó con su señal hermana Canal 20, por lo que se presentaron, además de conferencias, 2 programas periodísticos para la programación 2016 de AP. Además, el canal aprovechó ese momento para renovar por completo su imagen, y lanzar su señal en alta definición.

## Logotipos

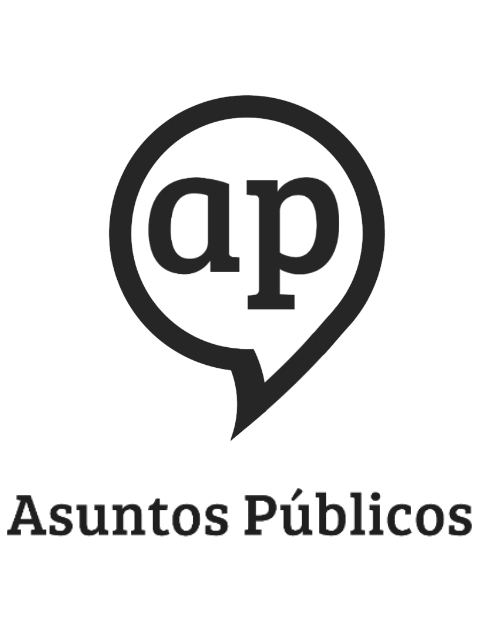
Desde 2016

## Cobertura
- Artigas, Bella Unión, Salto y Mercedes CV10 Soriano S.A. y Time Tower S.A.
- Canelones y Ciudad de la Costa Cableplus S.A.
- San Ramón San Ramón Satelital
- Carmelo Carmelo Cablevisión
- Durazno Yí Visión TV Cable y Cablevisión Durazno
- Flores Trinidad Videocable y Teleshow
- Florida Consorcios Videocable Florida
- Sarandí Grande TV Cable Sarandí
- Minas Minas Cablevisión
- Maldonado Consorcios Puntacable Maldonado
- Guichón Teleguichón
- Young TV Cable Young
- Fray Bentos Nuevo Cable Fray Bentos
- Lascano Lascano TV Cable
- Rocha, Maldonado y Treinta y Tres Cable 8 digital
- San José de Mayo Consorcios Cablevisión San José y TV Cable San José
- Dolores Cable Dolores Digital
- Cardona Anzomar S.A.
- Treinta y Tres Cablevisión 33

## Eslóganes
- 2008-2016: Para conocer mejor, para saber más
- Desde 2016: Las mejores conferencias para iniciar tu conversación